# Bård Borgersen
Bård Borgersen (Kristiansand, 20 maggio 1972) è un allenatore di calcio ed ex calciatore norvegese, di ruolo difensore.

## Carriera

### Giocatore

#### Club
Borgersen ha iniziato la carriera nello Start, squadra per cui ha debuttato nell'Eliteserien il 5 luglio 1992: è stato infatti titolare nel pareggio per 2-2 contro il Lillestrøm. Nel 1994 si è trasferito al Bryne, squadra militante in 1. divisjon.
Nel 1995 è passato all'Odd Grenland, dove è rimasto fino al 2001 e con cui si è aggiudicato il Norgesmesterskapet 2000. Si è trasferito così in Danimarca, all'Aalborg: ha debuttato nella massima divisione nello 0-7 inflitto in trasferta al Lyngby. Nel 2005 è tornato in patria, per giocare con lo Start. Al termine del campionato 2011, la squadra è retrocessa in 1. divisjon. Contemporaneamente, Borgersen ha deciso di ritirarsi dall'attività agonistica.

#### Nazionale
Borgersen ha giocato 10 partite per la Norvegia, segnando 2 reti. Ha esordito il 6 ottobre 2001, nel successo per 1-4 in trasferta contro l'Armenia: è subentrato all'inizio del secondo tempo a Ronny Johnsen e ha siglato una doppietta.

### Allenatore
Il 7 settembre 2015 è stato scelto come nuovo allenatore dello Start.

## Palmarès

### Giocatore

#### Club
- Coppa di Norvegia: 1

Odd Grenland: 2000

#### Individuale
- Difensore dell’anno del campionato norvegese: 1

2005